# Shilton, Warwickshire
Shilton är en ort i Storbritannien.   Den ligger i grevskapet Warwickshire och riksdelen England, i den södra delen av landet, 140 km nordväst om huvudstaden London. Shilton ligger 106 meter över havet och antalet invånare är 826.
Terrängen runt Shilton är platt. Runt Shilton är det ganska tätbefolkat, med 248 invånare per kvadratkilometer. Närmaste större samhälle är Coventry, 9,0 km sydväst om Shilton. Trakten runt Shilton består till största delen av jordbruksmark.